# Bonbon cravate

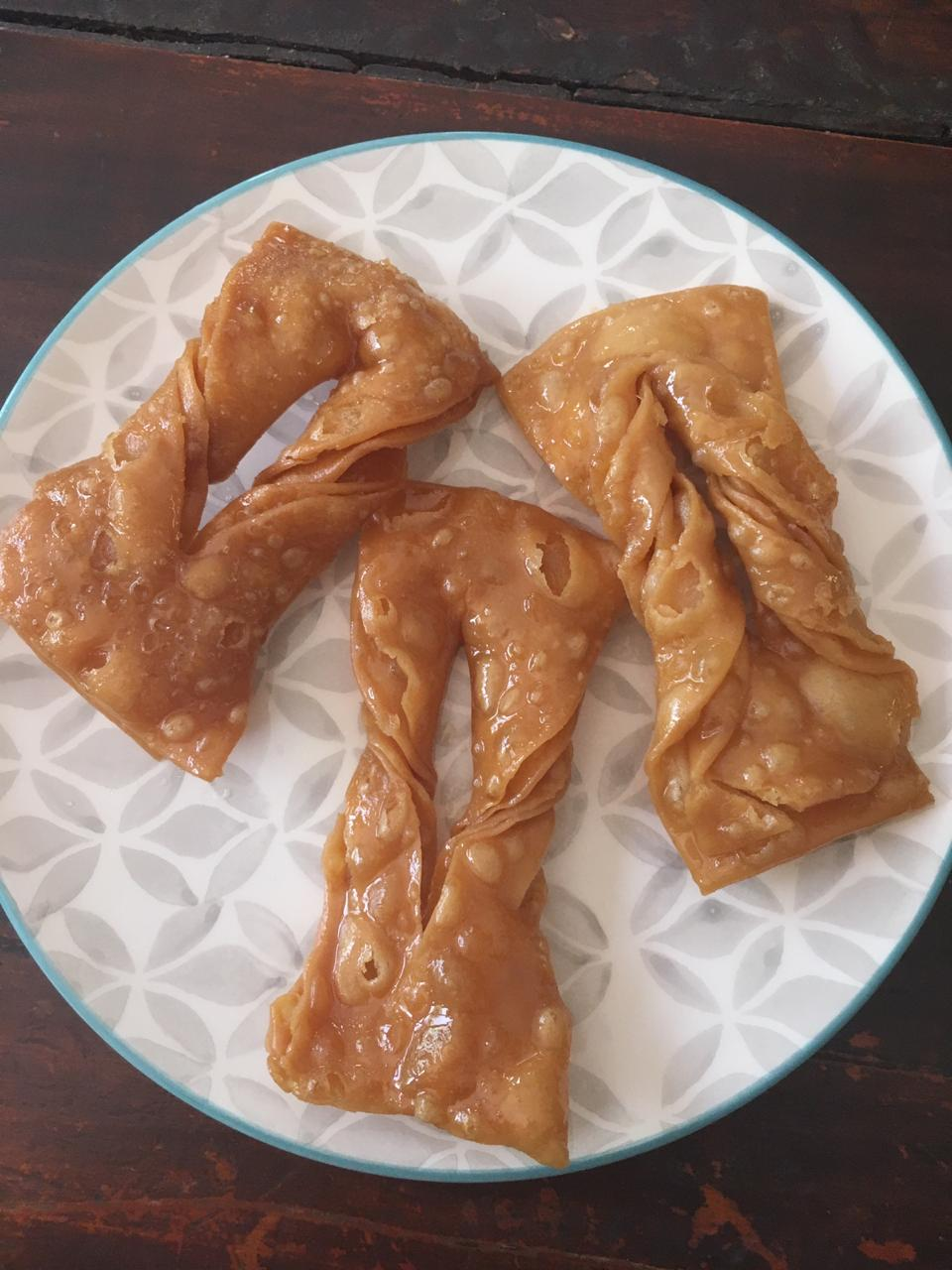
Bonbons cravate.

El bonbon cravate («bombón corbata») es un dulce frito y crujiente típico de La Reunión, isla francesa en el Índico. Se elabora con una masa de harina, arroz, huevo y azúcar que se fríe en aceite, y se vende en panaderías y supermercados locales. A veces se aromatiza con vainilla o azahar, y se decora con semillas de sésamo. Su nombre proviene de su forma final, que es la de una delgada lámina rectangular retorcida en su centro para parecerse a una corbata de lazo.